# Agathia punctata
Agathia punctata är en fjärilsart som beskrevs av W. Warren 1899. Agathia punctata ingår i släktet Agathia och familjen mätare. Inga underarter finns listade i Catalogue of Life.